# G–2 Galeb
A G–2 Galeb a jugoszláv SOKO repülőgépgyár kétüléses gyakorló és könnyű földi támogató repülőgépe, amelyek 1965–1983 között gyártottak. A Jugoszláv Légierőn, illetve a jugoszláv utódállamok egyes légierőin kívül Líbiában és Zambiában is rendszeresítették. Az 1980-as évektől a G–4 Super Galeb váltotta fel. A Jugoszláv Néphadseregben N–60 jelzéssel állt hadrendben. A G–2-n alapul a J–21 Jastreb csatarepülőgép

## Története
A gépet a Jugoszláv Légierőben nagy mennyiségben üzemeltetett T–33 Shooting Star leváltására fejlesztették ki az 1950-es évek végén, az 1960-as évek elején. Tervezése 1957-ben kezdődött a belgrádi Repülési Műszaki Intézetben (VTI). Olyan gyakorló repülőgép kialakítása volt a cél, amely másodlagosan harci, földi támogató szerepkörben is használható, továbbá üzemeltethető előkészítetlen talajról is. A Galeb 1 nevű első prototípussal 1961. július 3-án hajtotta végre az első felszállást Ljubomir Zekavica berepülőpilóta. Később elkészítették a kissé módosított Galeb 2 nevű prototípust. Ez a törzsben két gumi üzemanyagtartállyal volt felszerelve, míg a Galeb 1-nek három törzstartálya volt. Később készült még egy teljes méretű Galeb 2 makett, és ez lett a G–2 típusjelzést kapott gép alapja. A tesztek során a nyers felületű, függesztmények nélküli géppel 812 km/h-s sebességet értek el 6200 m magasságon.
A sorozatgyártás 1964-ben kezdődött el a mostari SOKO repülőgépgyárban. Ez volt a Jugoszláviában készített első sorozatgyártású sugárhajtású repülőgép. (Az első jugoszláv sugárhajtású repülőgép az Ikarus 451M volt, de az kísérleti gép volt, sorozatban nem gyártották.) Az első sorozat gépei 1965 júliusában jelentek meg a Jugoszláv Légierőnél, ahol N–60 jelzéssel rendszeresítették. 1974-től exportálták is. A jugoszláv légierő számára 1981-ben építették az utolsó gépeket. Ezt követően 1983-ig még Líbia részére készítették a modernizált változatát. Az 1964–1983 között tartó sorozatgyártás alatt a SOKO összesen 248 darab G–2-t gyártott. Ebből 132 darabot a Jugoszláv Légierő állított szolgálatba, a többit exportálták.

## Műszaki jellemzői
Duralból készült fémépítésű, kétüléses, egyhajtóműves, hagyományos elrendezésű, középszárnyas repülőgép. A gép sárkánya félhéjszerkezet. A behúzható futómű hárompontos, tricikli elrendezésű. Az orrfutót a törzsbe, a főfutókat a szárnyba lehet behúzni. Az erős, masszív futóművek lehetővé teszik az előkészítetlen talajon történő fel- és leszállást.
A kétszemélyes pilótafülke nem túlnyomásos (a hermetizált fülke 15%-kal növelte volna a gyártási költségeket). A tandem elrendezésű, brit gyártmányú Folland Type 1–B típusú katapultülésekben elöl a növendék, hátul az oktató foglal helyet.
Középszárnyas elrendezésű, a szárny trapéz alakú, a szárnyprofilja NACA-64A-210, a V-beállítása 0 fok. A csűrők és a kormányok hagyományos, mechanikus (tolórudas) működtetésűek. A két féklap a törzs középső részén, alul helyezkedik el.
A törzsben elhelyezett, gumiból készült két üzemanyagtartály 780 kg kapacitású, a szárnyvégeken elhelyezkedő áramvonalas tartályokban további 340 kg kerozin tankolható.
A törzs hátsó részében kapott helyet a Jugoszláviában licenc alapján gyártott Bristol Siddeley Viper 11 Mk. 22–6 gázturbinás sugárhajtómű, melynek tolóereje 11,12 kN földön, fékpadon.
Beépített fegyverzetét két darab 12,7 mm-es Colt-Browning AN–M3 géppuska alkotja, egyenként 80 darabos lőszerjavadalmazással. Két darab (félszárnyanként egy-egy) külső felfüggesztő ponttal rendelkezik, melyekre összesen 300 kg-nyi függesztmény szerelhető, köztük légibombák és földi célok elleni nem irányítható rakéták indító blokkjai (57 és 127 mm-es rakétákkal).

## Típusváltozatok
- G–2A – Kétüléses haladó gyakorló és könnyű földi támogató változat.
- G–2A–E – A G–2A Líbia és Zambia számára gyártott exportváltozata.
- G–2Š – Fegyverzet nélküli gyakorló változat.
- G–3 Galeb–2 – Exportra szánt változat. Csak prototípus készült belőle. A gépbe a J–21 Jastrebhez is használt Viper Mk 532 gázturbinás sugárhajtóművet építették. Modernizált pilótafülkét és műszereket kapott, duplájára növelték a fegyverterhelést és startrakétával is felszerelhető volt.

## Műszaki adatok (G–2A)

### Geometriai méretek és tömegadatok
- Hossz: 10,34 m
- Fesztáv: 11,62 m
- Magasság: 3,28 m
- Szárnyfelület: 19,43 m²
- Üres tömeg: 2620 kg
- Normál felszálló tömeg: 3374 kg
- Maximális felszálló tömeg: 4300 kg

### Hajtómű
- Száma: 1 db
- Típus: Viper ASV.11 Mk 22–6 gázturbinás sugárhajtómű
- Maximális tolóerő: 11,12 kN

### Repülési jellemzők
- Maximális sebesség: 812 km/h
- Gazdaságos utazó sebesség: 730 km/h
- Átesési sebesség: 158 km/h
- Hatótávolság: 1240 km
- Maximális repülési magasság: 12 000 m
- Emelkedőképesség: 22,8 m/s

### Kapcsolódó fejlesztések
- J–21 Jastreb
- G–4 Super Galeb

### Hasonló repülőgépek
- L–29 Delfín
- Fouga Magister
- MB–326
- PZL TS–11 Iskra
- T–33 Shooting Star